# زاکینتوس
زاکینتوس (به لاتین: Zakynthos) یک جزیره در یونان است که در شهرستان زاکینتوس واقع شده‌است.

## خصوصیات
زاکینتوس ۴۰۷٫۵۸ کیلومترمربع مساحت و ۴۰٬۷۵۹ نفر جمعیت دارد.

## خواهرخوانده
شهرهای سولمونا، پاویا و ریپاترانسونه خواهرخوانده‌های زاکینتوس هستند.

## نگارخانه

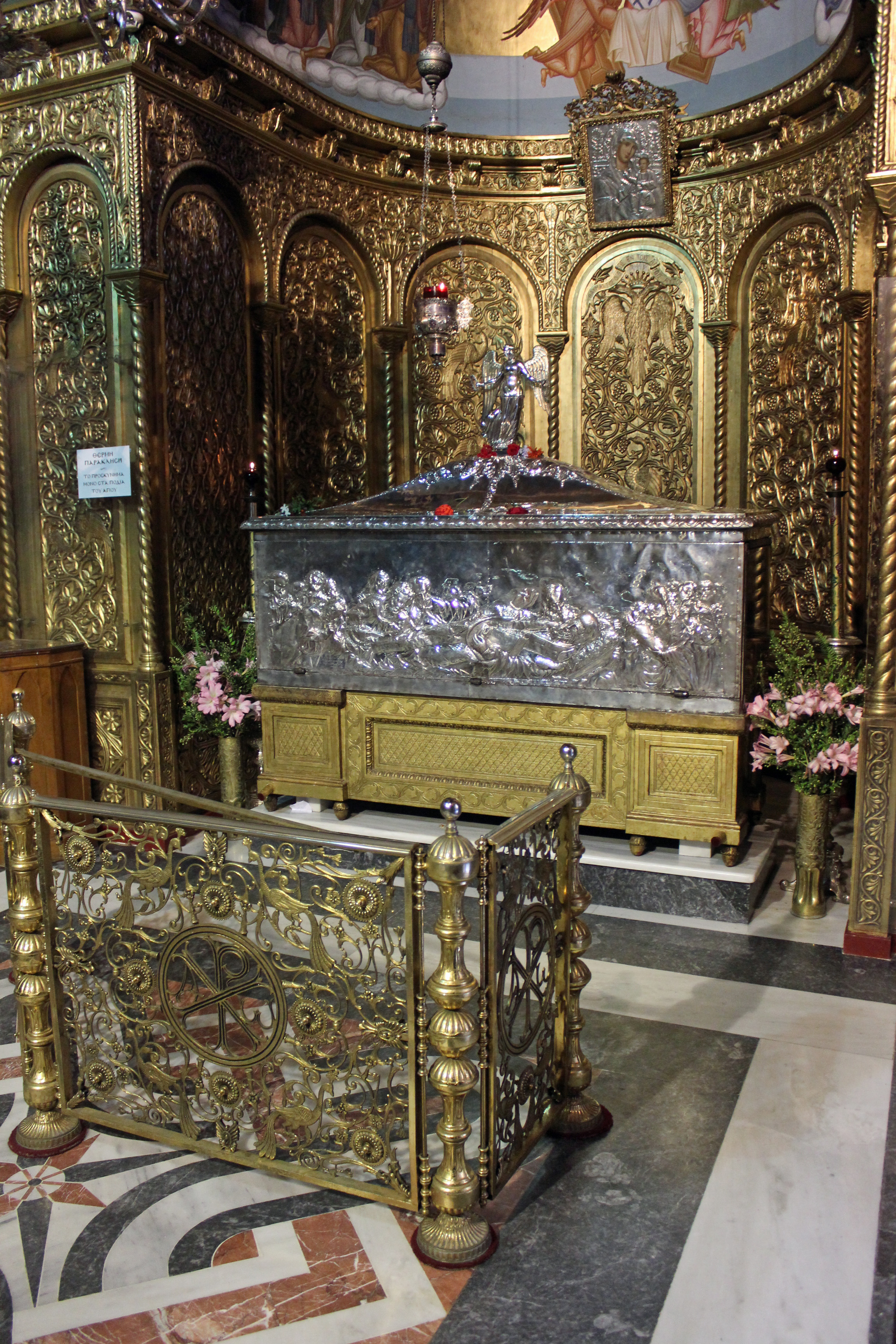
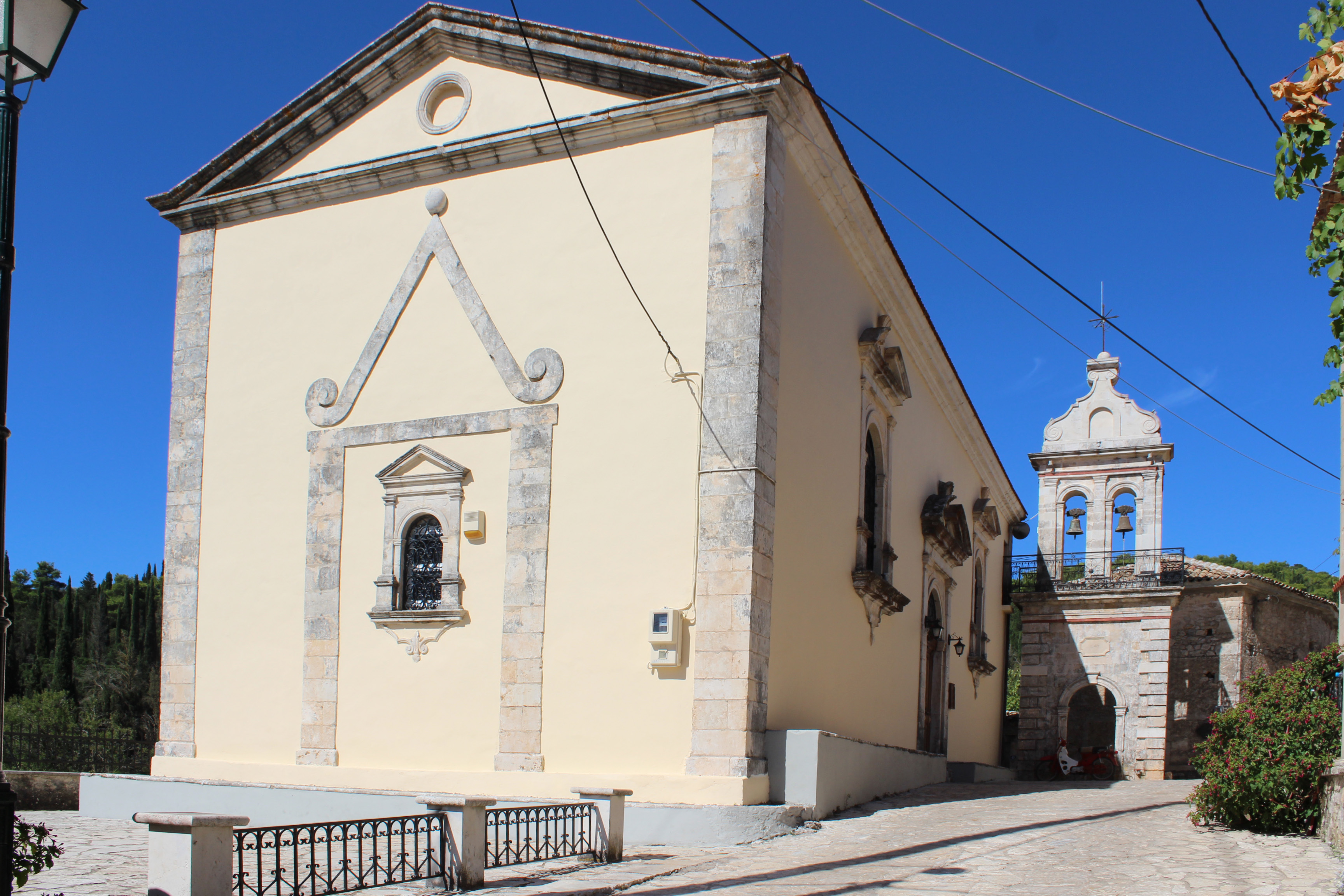
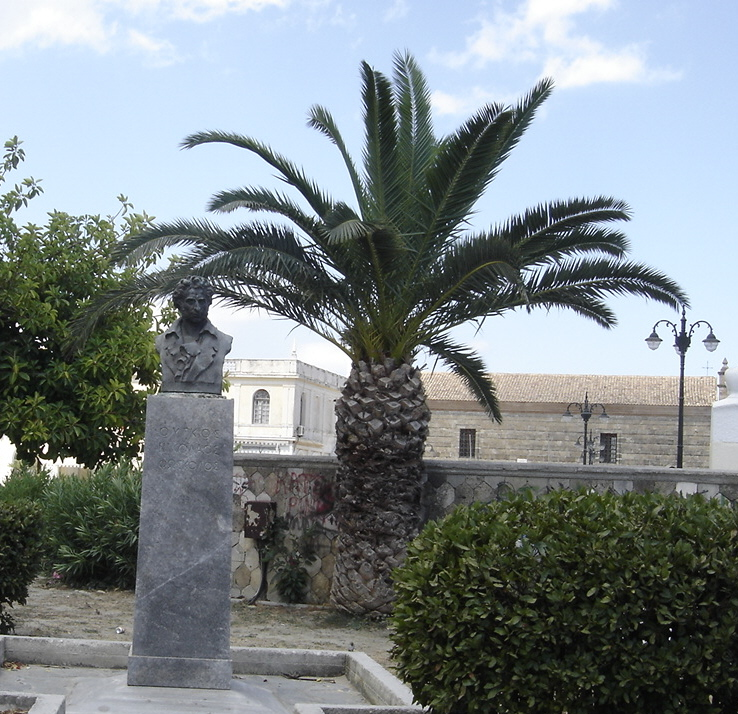
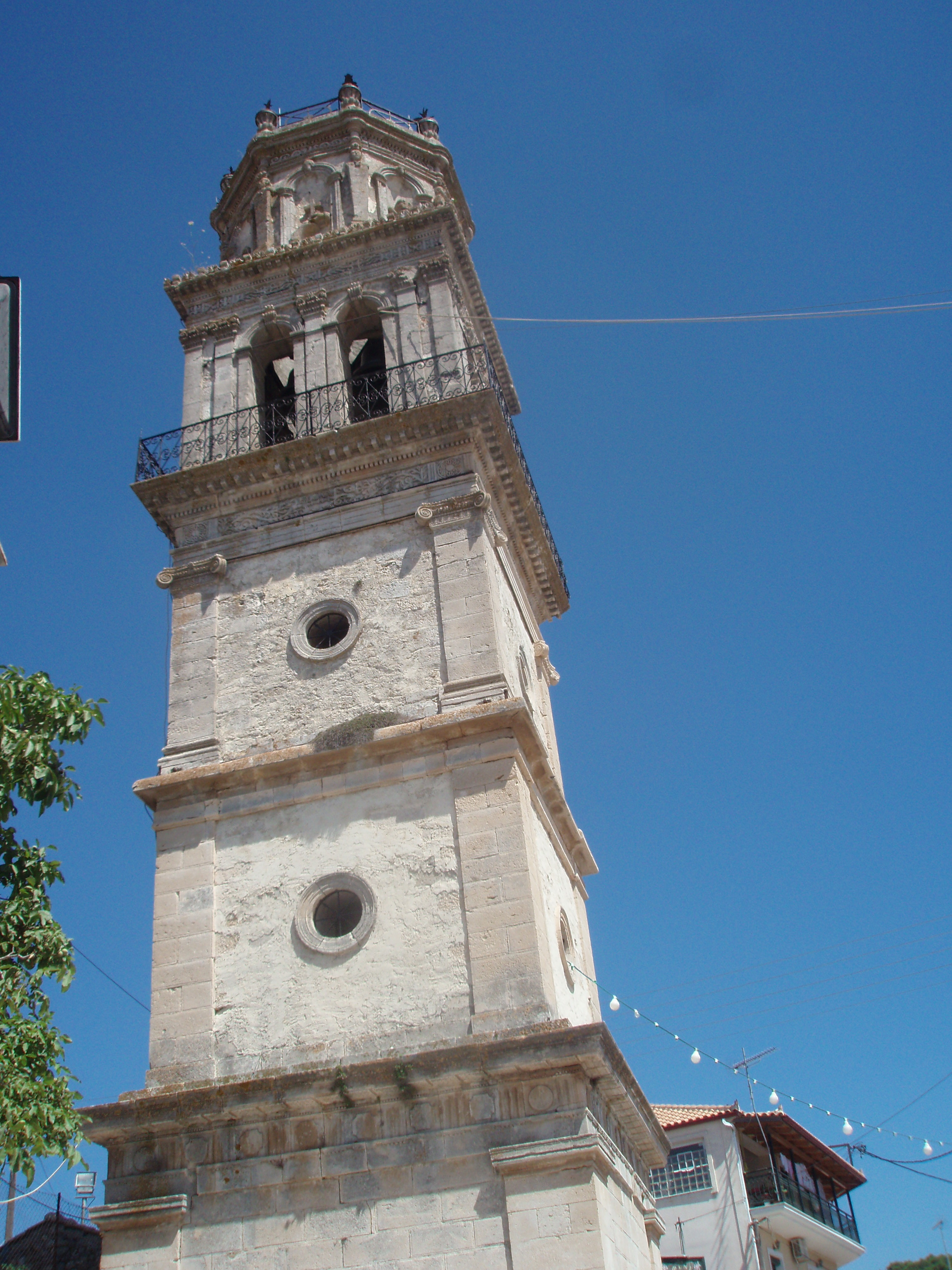
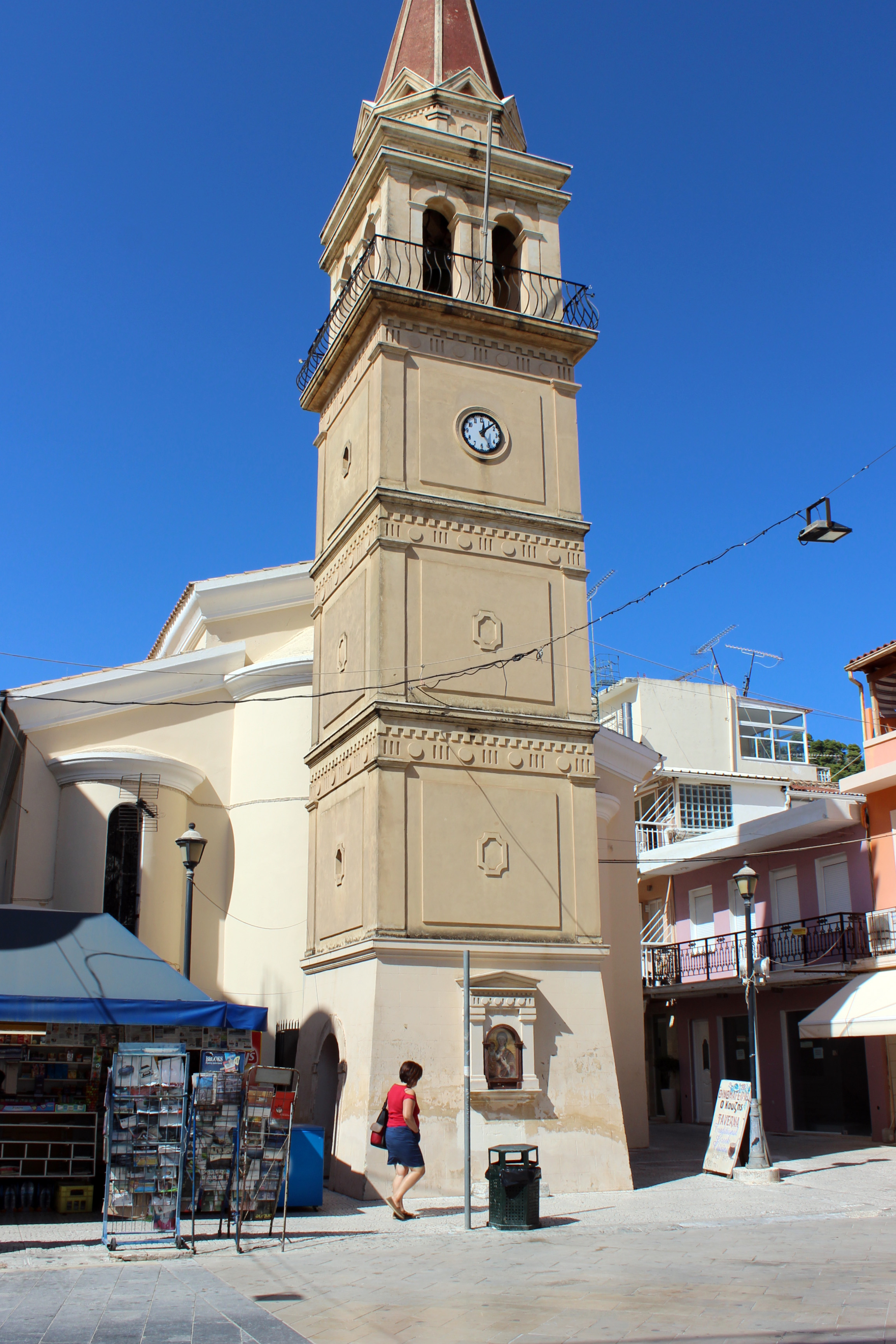
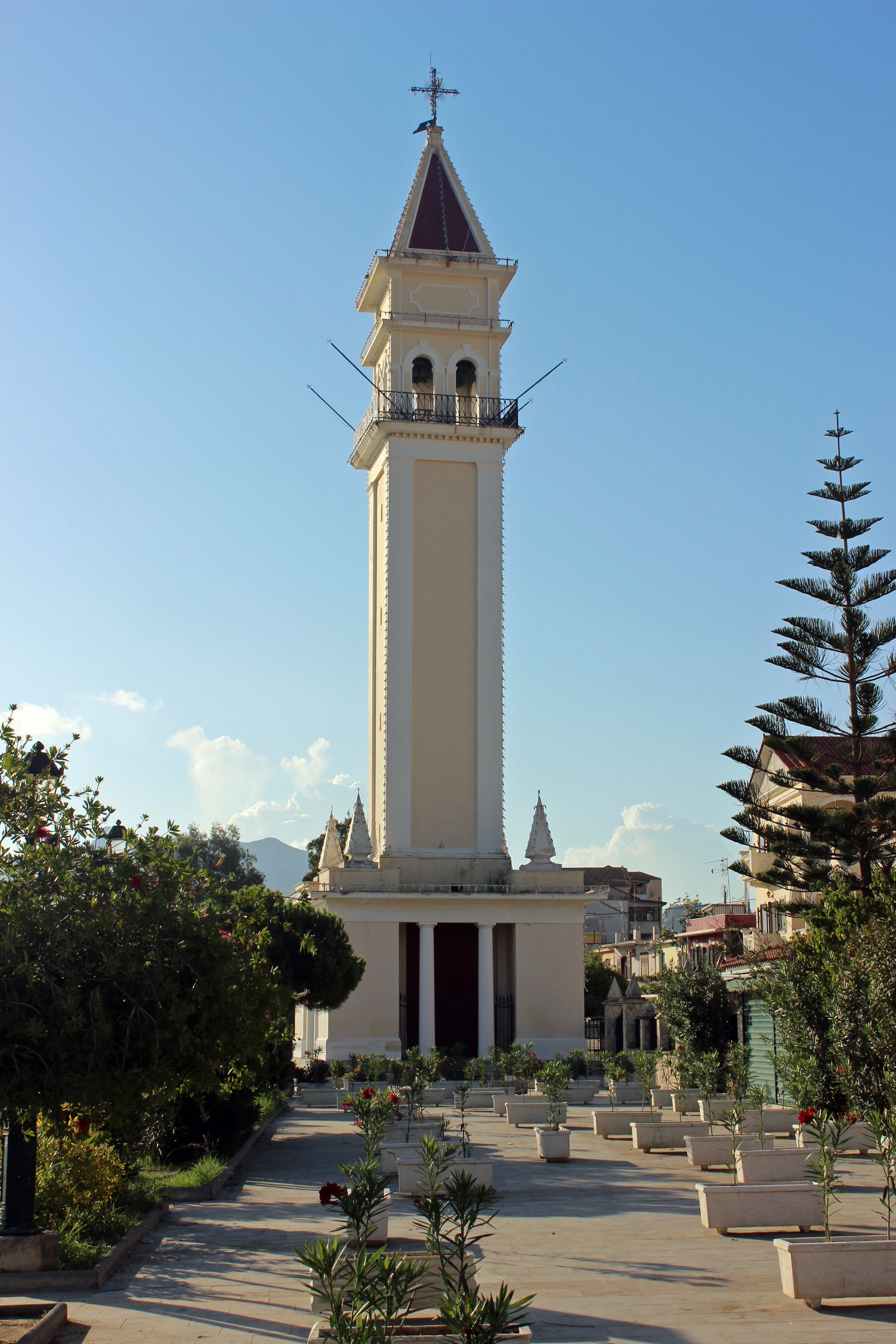
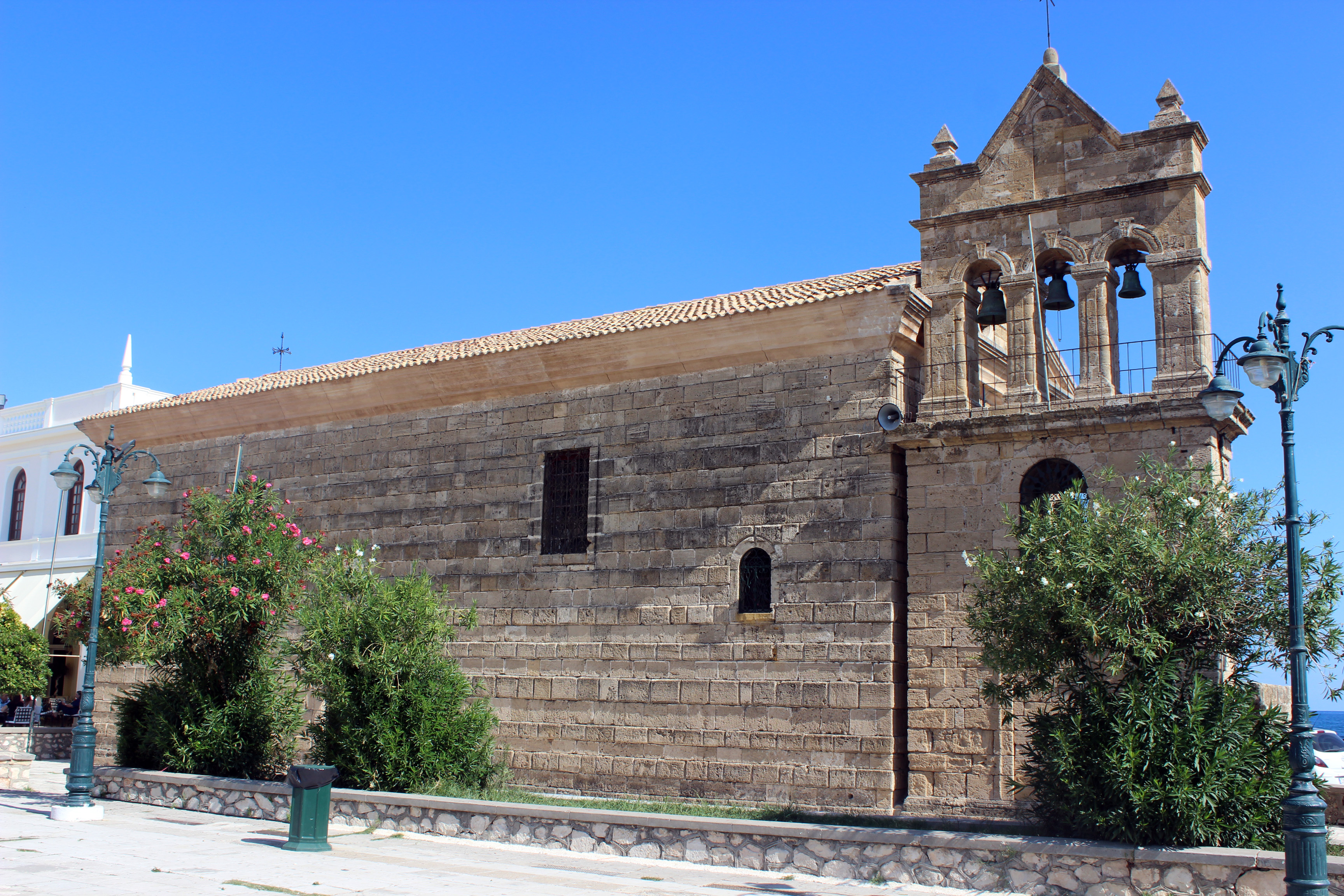
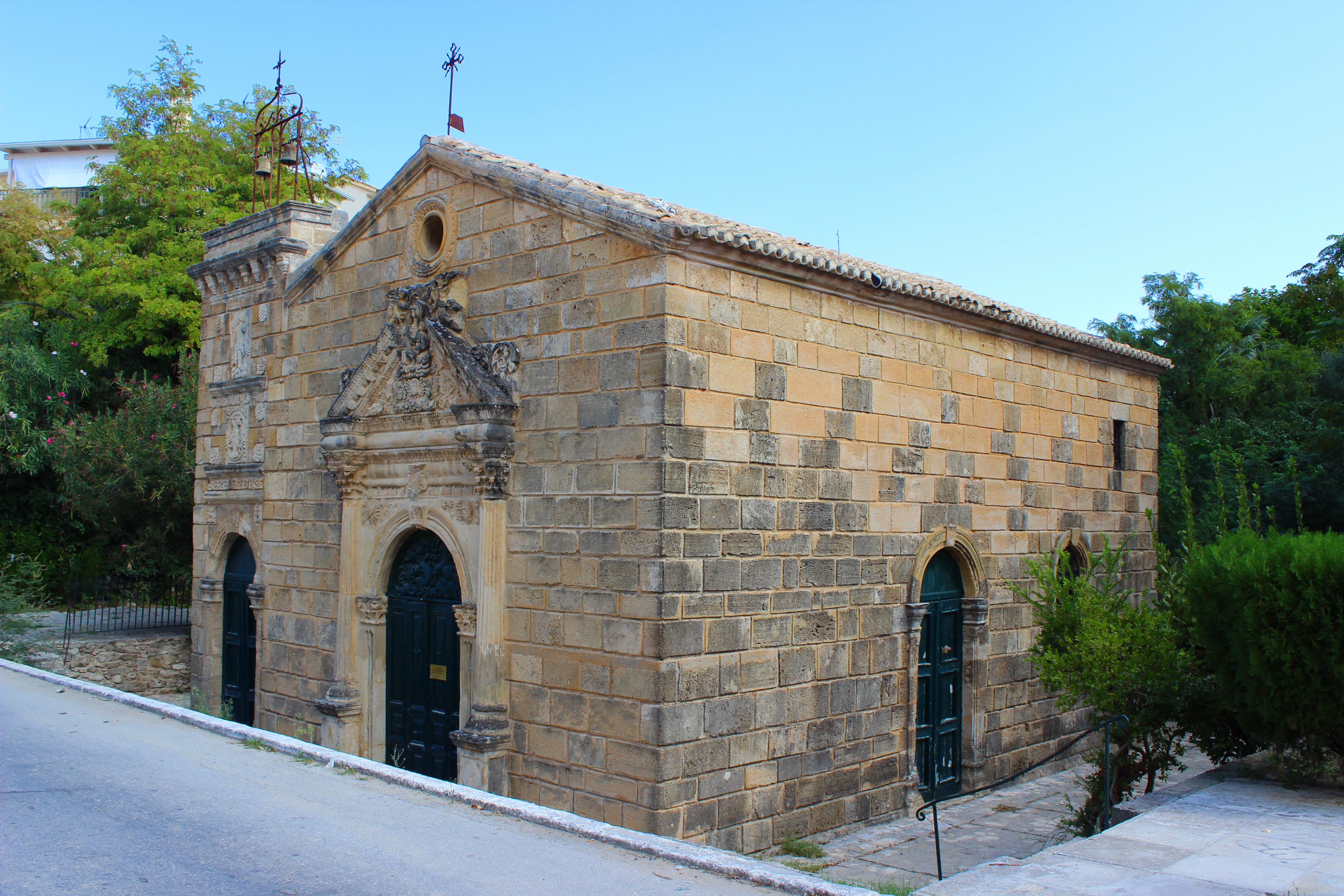
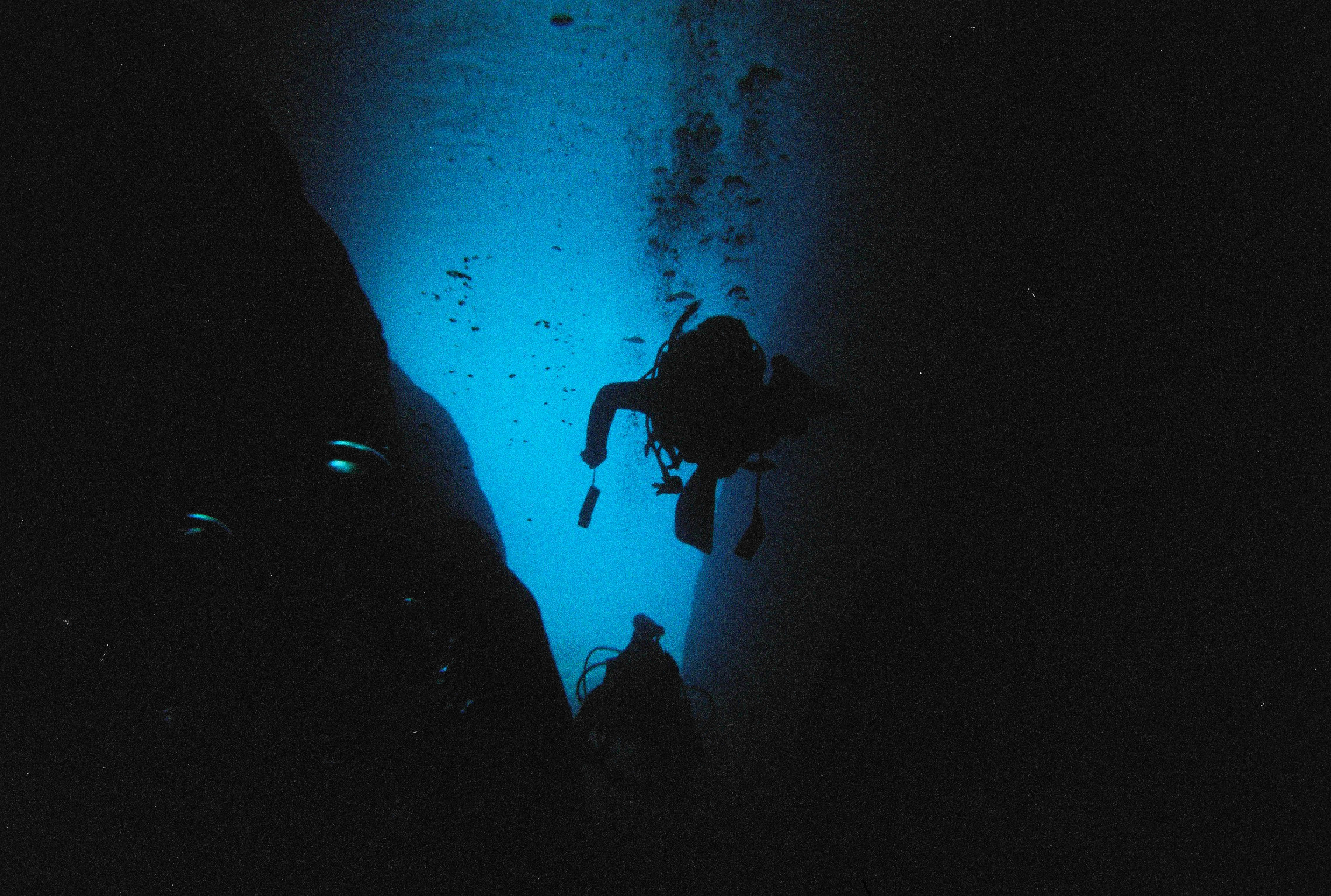